# Кокорина (Источни Мостар)
Кокорина је насељено мјесто у општини Источни Мостар, Република Српска, БиХ. Према попису становништва из 1991. у насељу је живјело 648 становника. На попису становништва 2013. године, према подацима Агенције за статистику Босне и Херцеговине пописано  је 3 становника.

## Становништво
|             | 2013.      | 1991.         | 1981.         | 1971.         |
| Укупно      | 3 (100,0%) | 648 (100,0%)  | 637 (100,0%)  | 621 (100,0%)  |
| Бошњаци     | 3 (100,0%) | 642 (99,07%)1 | 632 (99,22%)1 | 602 (96,94%)1 |
| Хрвати      | –          | 4 (0,617%)    | 1 (0,157%)    | 7 (1,127%)    |
| Остали      | –          | 2 (0,309%)    | –             | 1 (0,161%)    |
| Југословени | –          | –             | 4 (0,628%)    | –             |
| Срби        | –          | –             | –             | 11 (1,771%)   |

1. 1 На пописима од 1971. до 1991. Бошњаци су пописивани углавном као Муслимани.